# ناتان گوف، جونیور
ناتان گوف، جونیور (به انگلیسی: Nathan Goff, Jr.) سناتور سابق عضو حزب جمهوری‌خواه ایالات متحده آمریکا بود. وی در سال ۱۹۱۳ تا ۱۹۱۹ میلادی سناتور ایالت ویرجینیای غربی در سنای ایالات متحده آمریکا بود.